# موزها
موزها یا انقلابی قلابی (به انگلیسی: Bananas) فیلمی کمدی آمریکایی به کارگردانی وودی آلن است که در سال ۱۹۷۱ ساخته شده و کارلوس مونتالبان و لوئیز لسر در آن به ایفای نقش پرداخته‌اند. فیلم توسط وودی آلن و میکی رز نوشته شده و داستان آن دربارهٔ نیویورکی بی‌چاره‌ای است که بعد از بهم زدن با دوست‌دختر سابقش که فعال حقوقی است، به یک کشور کوچک آمریکای لاتین سفر کرده و درگیر ماجراهایی به همراه شورشیان آنجا می‌شود. بخشی از فیلم از کتاب دت کیشوت آمریکا اثر ریچارد پی. پاول الهام گرفته شده‌است.

## داستان فیلم
داستان فیلم در مورد وقوع یک کودتا در یکی از کشورهای تک‌محصولی آمریکای لاتین است که قهرمان فیلم برای فراموش‌کردن شکست عشقی به آنجا سفر می‌کند.

## ساخت
در مصاحبه‌ای که در نسخه دی‌وی‌دی فیلم آمده، آلن اشاره می‌کند که در هیچ صحنه‌ای از فیلم اثری از خون (حتی در هنگام اعدام) دیده نمی‌شود چراکه سعی او بر این بود که درونمایه طنز ساده فیلم دست‌نخورده باقی بماند.
آلن و لسر بین سال‌های ۱۹۶۶ تا ۱۹۷۰ با یکدیگر ازدواج کرده بودند با این وجود در هنگام ساخت فیلم از هم طلاق گرفته بودند.
سیلوستر استالونه در این فیلم تنها در یک سکانس حضور دارد.

## نام فیلم
نام فیلم در واقع جناسی از کلمه موز (bananas) است که هم در زبان عامیانه انگلیسی به معنی دیوانه است و هم اشاره به اصطلاح «جمهوری موزفروش» است که کنایه از حکومت‌های بی‌ثبات و کودتایی آمریکای لاتین است. نام فیلم همچنین ممکن است ادای احترامی باشد به نارگیل‌ها، اولین فیلم برادران مارکس، که در آن دوره تأثیر عمیقی بر کارهای وودی آلن داشتند.
با این وجود زمانی که از آلن دربارهٔ نام فیلم سؤال پرسیده شد، او این‌طور جواب داد که چون هیچ موزی در فیلم نبوده این اسم را انتخاب کرده‌است.

## بازخورد

### بازخورد منتقدین
فیلم با بازخورد مثبت منتقدان همراه بود که در سایت راتن تومیتوز، ۸۸٪ رای مثبت را به خود اختصاص داده‌است.
وینسنت کنبی، خبرنگار نیویورک تایمز، فیلم را ستایش کرده و می‌گوید " دیدگاه آلن دربارهٔ دنیا لبریز از همه چیز است غیر از حس ترحم و این دیدگاهی است که اتفاقا برای من خیلی خنده‌دار است. این داستان مردی کوچک با شانه‌های بالاانداخته و لبخند رنگ‌پریده نیست که زنده مانده، بلکه داستان کوتولهٔ پرحرفی است که واکنش اولیه او دربارهٔ بزدلی، با توجه به توالی اتفاقات دیوانه‌وار فیلم، اتفاقا خیلی هم قهرمانانه است." او در ادامه اینطور نتیجه‌گیری می‌کند که " هر فیلمی که سعی کند تا عشق، انقلاب کوبا، سی.آی. ای، مادران یهودی، جی. ادگار هوور و چند تا چیز نامربوط دیگر (از جمله سفارش ۱۰۰۰ ساندویچ پنیر کباب شده) را با هم قاتی کند، قطعاً کمی عجیب و غریب ـ و البته خوش‌آمد است.

### تقدیرها
فیلم توسط بنیاد فیلم آمریکا در لیست‌های زیر قرار گرفته‌است:
- ۲۰۰۰: ۱۰۰ سال…۱۰۰خنده - رتبه ۶۴